# Matrix Telecom
Matrix Telecom (бренд — Matrix Mobile) — телекоммуникационная компания, предоставляющая услуги сотовой связи. Основана в 1998 году.

## История компании
Компания основана в 1998 году как компания по предоставлению услуг международной и междугородной связи. В 2000 году произошёл запуск нового проекта по выпуску карт международной и междугородной связи «Матрикс Телеком». В 2003 году было подписано долгосрочное соглашение с компанией ЗАО «Соник Дуо» (МегаФон) «О совместном оказании услуг связи». В результате бренд «Матрикс Мобайл» стал предоставлять услуги связи в выпуске первого собственного тарифного плана — «Беспредельный». Таким образом, с 2003 года компания носит характер MVNO (виртуального оператора сотовой связи). По состоянию на 2008 год сеть насчитывала 155640 абонентов (из них более 75 тысяч — активных).
Компания активно интегрирует свои услуги за пределами Москвы: Matrix Telecom сотрудничает с отделением МегаФона — МегаФон-Северо-Запад и запустила партнёрскую программу с футбольным клубом Зенит.

## Награды
В 2002 году «МАТРИКС телеком» была отмечена почетным дипломом Российского Фонда защиты прав потребителей «За активное участие в формировании цивилизованного потребительского рынка в России».
- Официальный сайт компании
- Статья «Перезагрузка Matrix Telecom» на сайте sostav.ru